# Branden i Flatanger 2014
Branden i Flatanger 2014 var en skogsbrand som bröt ut kvällen den 27 januari 2014 i Flatangers kommun i Nord-Trøndelag, Norge. Branden är Norges största brand sedan Branden i Froland 2008, med cirka 60 förstörda byggnader. Inga människor kom till fysisk skada. Branden i Flatanger uppstod efter en långvarig (och för årstiden extrem) torka och spred sig snabbt till följd av starka vindar. Branden skadade en yta av 15 km². 

## Vädret
Vädret hade veckovis präglats av ett kraftigt högtryck i öst. Detta blockerade den vanliga lågtryckspassagen väster ifrån. I stället blev lågtrycken liggande över Storbritannien, vilket medförde östlig till sydöstlig vind över större delen av Norge. Därmed blev Vestlandet, Trøndelag och Nordnorge liggande i nederbördsskugga, och många platser var under januari månad de torraste som någonsin uppmätts. I Trondheim blev den relativa fuktigheten den 26 januari uppmätt till 33%, och Flatanger fick endast två millimeter nederbörd de sista tre veckorna före branden. Marken var därmed torr efter en ovanligt mild väderperiod.
På många platser blev den torra vinden mycket hård, varningar för kuling och periodvis mindre stormar utfärdades på många platser. Detta är inte extrema vindstyrkor vid denna del av den norska kusten, men de starkaste vindarna kommer ofta från sydvästlig – nordvästlig riktning. Väderförhållandena gjorde att små bränder spreds på många platser. Eldningsförbud rådde under tiden, efter att brandväsendet arbetat hårt med att släcka andra bränder längs kusten. Skogsbranden i Lærdal tidigare under året var bara en av flera bränder som härjat av samma orsaker på Vestlandet och i Trøndelag. Under januari månad var brandfaran mycket stor längs hela västkusten från norra Rogaland upp till Nord-Trøndelag.

## Förlopp
Branden uppstod vid 22-tiden den 27 januari 2014 nära Uran, längst söderut på en halvö. Vinden uppmättes till liten storm, och rökutvecklingen var så stark att de 25 brandmännen inte kom fram till elden. Varken Askfjellet eller länsväg 492 kunde hindra branden. Därmed spred den sig mycket snabbt mot orterna Håstad och Hasvåg i nordväst, och Småværet längre västerut. Invånarna evakuerades utan skador, men 139 byggnader skadades. Fem brandhelikoptrar var utsända till området, men vinden gjorde att de inte kunde landa. Brandväsendet, med hjälp från frivilliga, etablerade en brandgata för att förhindra vidare spridning.
Den starka vinden var ojämn och ändrade riktning flera gånger. Detta försvårade släckningsarbetet ytterligare, men gjorde också att många hus klarade sig när vinden bytte riktning. På några platser stoppades brandens framfart tack vare tidigare utbrända områden eller tack vare havet. Brandgatan var också ett lyckat hinder. Hårnes längst öster ut på halvön klarade sig, och inöver landet, mot sydöst, hade branden motvind och därmed klarade sig områdena utan skador. Branden spred sig heller inte över fjordarna som skiljer halvön från övriga fastlandet och flera mindre öar. Klockan 22:15 gick norska polisen ut med information om att branden var under kontroll, och klockan 12:15 den 29 januari, ungefär samtidigt som brandhelikoptrarna kunde börja arbeta, var branden erkänt släckt. Branden startade dock i mindre skala samma kväll igen, och en gång den 1 februari.
Det visade sig att skadorna var mindre än man först befarat. Totalt hade 55 byggnader brunnit ner, fler än vid branden i Lærdal och övriga bränder i Norge sedan 1945.

## Efter branden
I motsats till branden i Lærdal var det inte svårt att fastställa orsaken till branden. Flera vittnen kunde bekräfta att en strömförande, oisolerad kabel hade fallit ner. Detta hade orsakat kortslutning, som i sin tur skapat gnistor som lätt tog eld i den torra vegetationen.
Branden var bara en av flera bränder som uppstod längs kusten den vintern. Flera av dessa skylldes på oförsiktighet med eld, trots att varningar hade gått ut och eldningsförbud rådde. Flatangerbranden hade knappt släckts innan en liknande brand bröt ut i Frøya kommun.